# 色味
色味（いろみ）とは、印刷や映像（動画）などの媒体における微細な色合いのこと。
特に印刷物の場合は製版工程や出力機の特性、印刷時の温度・湿度、使用する用紙などの要因により仕上がりの色合いに影響を受けやすく、色校正の際、アートディレクターやグラフィックデザイナーの意図通りの仕上りとなっていない場合に、「色味が違う」などと表現される。
また、映像分野ではトリキリの色の付いた画面を「色味」、ブラックバーストのことを「黒味（くろみ）」と呼ぶ。